# Princeton (Florida)
Princeton es un lugar designado por el censo ubicado en el condado de Miami-Dade en el estado estadounidense de Florida. En el Censo de 2010 tenía una población de 22.038 habitantes y una densidad poblacional de 1.145,83 personas por km².

## Geografía
Princeton se encuentra ubicado en las coordenadas 25°32′27″N 80°23′54″O / 25.54083, -80.39833. Según la Oficina del Censo de los Estados Unidos, Princeton tiene una superficie total de 19.23 km², de la cual 19.1 km² corresponden a tierra firme y (0.67%) 0.13 km² es agua.

### Localidades adyacentes
El siguiente diagrama muestra a las localidades en un radio de 8 km a la redonda de Princeton. 

## Demografía
Según el censo de 2010, había 22.038 personas residiendo en Princeton. La densidad de población era de 1.145,83 hab./km². De los 22.038 habitantes, Princeton estaba compuesto por el 60.45% blancos, el 30.74% eran afroamericanos, el 0.2% eran amerindios, el 1.39% eran asiáticos, el 0.05% eran isleños del Pacífico, el 4.3% eran de otras razas y el 2.87% pertenecían a dos o más razas. Del total de la población el 60.88% eran hispanos o latinos de cualquier raza.